# التهاب غضروف

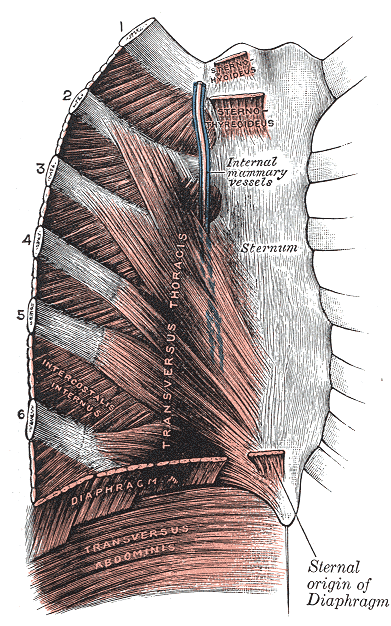
تصویری از التهابات غضروفی

التهاب غضروف (انگلیسی: Chondritis) یا کندریت به معنی التهاب در ناحیه غضروف است.
این التهاب اشکال گوناگونی دارد، مانند استئوکندریت، درد دیواره قفسه سینه، و پلی‌کندریت عودکننده.